# Attentat auf Konrad Adenauer

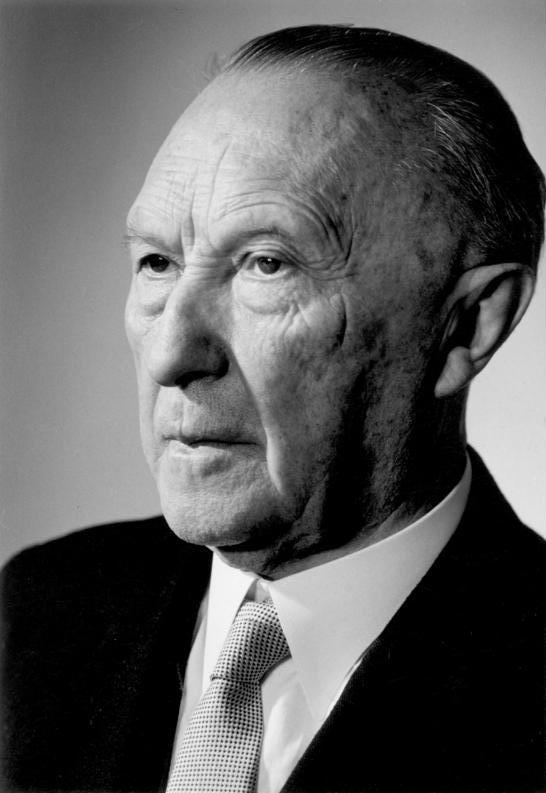
Konrad Adenauer 1952

Das Attentat auf Konrad Adenauer mit einer Briefbombe im Jahr 1952 ging auf eine Kontroverse in der israelischen Politik über die Aussöhnungsversuche zwischen der Regierung unter Ben Gurion und dem westdeutschen Bundeskanzler Adenauer zurück.
Neben der an Adenauer adressierten Sendung waren weitere, kleinere Briefbomben an die deutsche Verhandlungsdelegation in Wassenaar unterwegs gewesen, namentlich an Otto Küster und Franz Böhm, die bis 1953 das Luxemburger Abkommen mitverhandelten. Ein Bekennerbrief stellte den Hintergrund der Anschlagsversuche zu den Verhandlungen her, was auch Thema verschiedener Presseberichte war. In Frankreich wurden kurz nach dem Attentat einige Hinterleute, die zur ehemaligen Irgun und damit der rechten Opposition in Israel gehörten, verhaftet und bald danach abgeschoben. Nur Elieser Sudit wurde wegen illegalen Waffenbesitzes verurteilt und blieb einige Monate in Haft. Jakob Farshtej und Elieser Sudit bekannten sich in Israel zu den Anschlägen und veröffentlichten Bücher und Doktorarbeiten dazu.
In Deutschland wurden die Verwicklungen aufgrund einer Veröffentlichung von Henning Sietz 2003 erneut öffentlich thematisiert. In Adenauers Memoiren wie in den 1989 veröffentlichten Kabinettsprotokollen wird den Anschlagsversuchen nur jeweils eine kurze Notiz gewidmet.

## Ablauf
Am 27. März 1952 explodierte im Polizeipräsidium München der Inhalt eines mysteriösen Pakets, das an Konrad Adenauer, fälschlicherweise nicht im Palais Schaumburg, sondern im „Bundeshaus Bonn“, adressiert gewesen war. Zwei Jungen waren von einem Mann, angeblich namens Mario Mirelli, beauftragt worden, es bei der Post für ihn aufzugeben. Da der Mann Zeitmangel angegeben hatte – er müsse einen Zug erreichen –, dann aber den Jungen gefolgt war und sie beobachtet hatte, hatten diese Verdacht geschöpft und das Paket bei der nächsten Polizeistation abgegeben.
Als Absenderangabe trug das Paket die Aufschrift „Prof. Dr. Erich Berghof, Frankfort.a/M, Bernheimer LandsTr. 26“, was wie die Empfängeradresse darauf schließen ließ, dass der Schreiber in der deutschen Politik wie in der zugehörigen Sprache wenig bewandert war. Das Paket enthielt einen Schuber, in dem der zweite Band des Kleinen Brockhaus aus dem Jahr 1950 steckte. In diesem Buch waren etwa 500 Gramm Sprengstoff versteckt, die explodierten, als Sprengmeister Karl Reichert das Buch aus dem Schuber zog. Reichert starb an den Folgen seiner Verletzungen; zwei Polizeibeamte wurden schwer und drei weitere Personen leicht verletzt.
Ein Bekennerschreiben vom 1. April 1952 ging bei diversen Nachrichtenagenturen ein und war von einer „Organisation jüdischer Partisanen“ unterzeichnet worden. Begründet wurde der Anschlag dabei mit den Wiedergutmachungsverhandlungen zwischen der Regierung der Bundesrepublik Deutschland und Israel. Zwei weitere deutlich kleinere  Bomben wurden an die deutsche Verhandlungsdelegation in Wassenaar bei Den Haag geschickt und sollten namentlich Otto Küster und Franz Böhm treffen.

## Festnahmen
Anfang April 1952 nahm die französische Polizei in Frankreich fünf Israelis in Zusammenhang mit dem Attentat fest. Jakob Farshtej, Hermann Fekler, Itzchak Preger und Elieser Shostak konnte nichts nachgewiesen werden, und nur Elieser Sudit, in dessen Quartier man Waffen gefunden hatte, wurde in Frankreich zu vier Monaten Haft verurteilt und dann ausgewiesen.

## Reaktionen
Das Attentat auf Konrad Adenauer war nur eine von vielen Aktionen, die gegen die Zahlung von Wiedergutmachungsgeldern von Deutschland an Israel gestartet wurden. Unter anderem reiste Menachem Begin, der der rechtsgerichteten Opposition gegen Ben Gurions Sozialisten angehörte, im Mai 1952 nach Paris, um einen Boykott deutscher Erzeugnisse zu organisieren, und anschließend in die USA, wo er ebenfalls die öffentliche Meinung zu beeinflussen versuchte. Dov Shilansky platzierte im Oktober 1952 eine Bombe im israelischen Außenministerium, und Cherut-Mitglieder versuchten aus dem Untergrund, Aktionen gegen Schiffe aus Deutschland mit Warenlieferungen zu organisieren.
Adenauer und sein Verhandlungspartner David Ben-Gurion versuchten diese Vorfälle nach Möglichkeit herunterzuspielen. Nach den 1989 freigegebenen Kabinettsprotokollen bestätigte Adenauer die Berichte zu dem Bekennerschreiben in der Presse und vermutete den Versuch, die aufkeimenden Beziehungen zwischen der Bundesrepublik Deutschland und Israel zu stören. Die beiden Jungen, die das Paket der Polizei übergeben hatten, wurden von Adenauer persönlich empfangen und erhielten zum Dank jeweils eine goldene Uhr.
Unter anderem wurde versucht, die Briefbomben als Tat eines geistesgestörten Einzeltäters zu interpretieren. In den 1950er und 1960er Jahren waren noch weitere Theorien über den oder die Urheber des Anschlags im Schwange; unter anderem hatte man einen östlichen Geheimdienst im Verdacht. 1978 wurden die Ermittlungen offiziell eingestellt.

## Erneute öffentliche Wahrnehmung in Deutschland 2003
In Deutschland wurde die Auswertung der Ermittlungsakte, die sich im Staatsarchiv München befand, durch den Journalisten Henning Sietz in dessen Buch Attentat auf Adenauer 2003 erneut publik.
Die rechtsgesinnte Wochenzeitung Junge Freiheit behauptete, Adenauer und Ben-Gurion hätten die Hintergründe des Attentats verheimlicht und diese seien erst 2003 ans Licht gekommen. Das ist allerdings weder zeitlich stimmig noch den zeitgenössischen noch späteren Interpretationen der durchaus umfangreichen öffentlichen Auseinandersetzung mit den Attentaten zu entnehmen. Richtig ist, dass es in dem fraglichen Zeitraum eine Krise der Shilumim/Wiedergutmachungs-Verhandlungen gab und die Auseinandersetzungen in Israel über die Aufnahme direkter Verhandlungen mit Westdeutschland unter anderem zu Verletzungen einzelner Knessetabgeordneter etwa durch den Einsatz von Tränengas und zu einem dreimonatigen Hausverbot für Menachem Begin führten. Beiden Seiten war daran gelegen, die Untersuchung der Attentate nicht zu einer Staatsaffäre werden zu lassen. Eine Aufdeckung der israelischen Verbindung durch deutsche Untersuchungsbeamte mit oftmals nationalsozialistischer Vergangenheit wäre nicht im beiderseitigen Interesse gewesen. Eine Beteiligung der israelischen Opposition war lange vor Sietz’ Untersuchungen bekannt und öffentlich diskutiert worden.

## Hintergrund

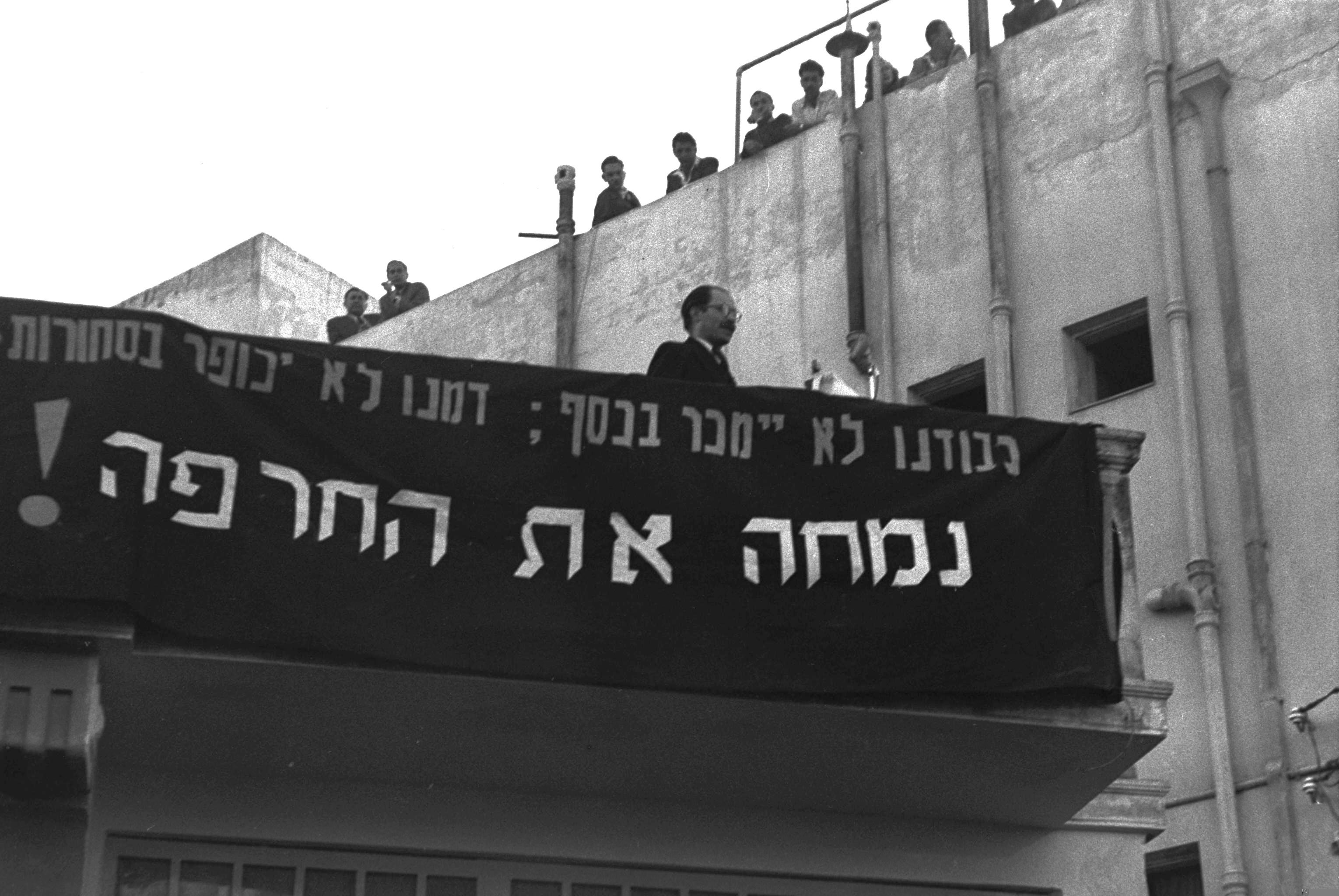
Menachem Begin führt Proteste unter dem Schriftzug „Unsere Ehre soll nicht für Geld verkauft werden, unser Blut soll nicht mit Gütern beglichen werden – wir werden die Entehrung auswischen!“

Die Vorgeschichte dieser Ereignisse hatte im selben Jahr begonnen. Menachem Begin hatte am 7. Januar 1952 auf dem Zionsplatz in Jerusalem die Annahme des „Blutgelds“ der Deutschen abgelehnt und geäußert: „Das wird ein Krieg auf Leben und Tod. Es gibt keinen Deutschen, der nicht unsere Väter ermordet hat. Adenauer ist ein Mörder. Jeder Deutsche ist ein Mörder.“
Der israelischen Haaretz zufolge widersprachen dessen früherer Sekretär Yehiel Kadishai wie der Direktor des Begin Heritage Center, Herzl Marov, den Angaben Elieser Sudits bezüglich einer direkten Beteiligung Begins.